# Чарлтон-Гайтс (Західна Вірджинія)
Чарлтон-Гайтс (англ. Charlton Heights) — переписна місцевість (CDP) в США, в окрузі Фаєтт штату Західна Вірджинія. Населення — 307 осіб (2020).

## Географія
Чарлтон-Гайтс розташований за координатами 38°7′35″ пн. ш. 81°14′6″ зх. д. / 38.12639° пн. ш. 81.23500° зх. д. (38.126501, -81.235109).  За даними Бюро перепису населення США в 2010 році переписна місцевість мала площу 1,27 км², з яких 1,07 км² — суходіл та 0,19 км² — водойми.

## Демографія
Згідно з переписом 2010 року, у переписній місцевості мешкало 406 осіб у 166 домогосподарствах у складі 128 родин. Густота населення становила 321 особа/км².  Було 198 помешкань (156/км²).
Расовий склад населення:
| - 99,3 % — білих - 0,5 % — чорних або афроамериканців - 0,2 % — корінних американців |

До двох чи більше рас належало 0,0 %. Частка іспаномовних становила 0,7 % від усіх жителів.
За віковим діапазоном населення розподілялося таким чином: 21,4 % — особи молодші 18 років, 61,4 % — особи у віці 18—64 років, 17,2 % — особи у віці 65 років та старші. Медіана віку мешканця становила 42,8 року. На 100 осіб жіночої статі у переписній місцевості припадало 101,0 чоловіків;  на 100 жінок у віці від 18 років та старших — 94,5 чоловіків також старших 18 років.
Середній дохід на одне домашнє господарство  становив 56 483 долари США (медіана — 43 705), а середній дохід на одну сім'ю — 62 182 долари (медіана — 44 554). 
Цивільне працевлаштоване населення становило 119 осіб. Основні галузі зайнятості: публічна адміністрація — 34,5 %, сільське господарство, лісництво, риболовля — 25,2 %, мистецтво, розваги та відпочинок — 10,9 %, будівництво — 9,2 %.